# Insar
Insar (en russe : Инсар) est une ville de la république de Mordovie, en Russie, et le centre administratif du raïon d'Insar. Sa population s'élève à 8 555 habitants en 2014.

## Géographie
Insar est située à la confluence des rivières Issa et Insarka. Insar se trouve à 63 km au sud-ouest de Saransk, la capitale de la république de Mordovie.

## Histoire
Insar fut d'abord une forteresse entourée d'un village et fondée en 1648. Elle reçut le statut de ville en 1780. Elle perdit ce statut en 1926 avant de le retrouver en 1958.

## Population
Recensements (*) ou estimations de la population
| 1856  | 1897* | 1926* | 1939* | 1959* | 1970* |
| ----- | ----- | ----- | ----- | ----- | ----- |
| 7 400 | 4 244 | 4 611 | 5 600 | 5 844 | 8 189 |

| 1979* | 1989* | 2002* | 2010* | 2013  | 2014  |
| ----- | ----- | ----- | ----- | ----- | ----- |
| 9 034 | 9 275 | 8 951 | 8 687 | 8 587 | 8 555 |

| 2020  | - | - | - | - | - |
| ----- | - | - | - | - | - |
| 7 665 | - | - | - | - | - |